# Divinity II
Divinity II — це рольова гра розроблена Larian Studios і випущена 20 листопада 2009 року. Це третя гра у серії Divinity і перший проєкт Larian, випущений не тільки для платформи Windows, але й на консолях. Проєкт носив підзаголовок Ego Draconis і вийшов у Європі під видавництвом dtp entertainment, а в Сполучених Штатах — CDV Software. В 2011 році вийшло оновлене перевидання під назвою The Dragon Knight Saga, яке включало доповнення Flames of Vengeance, а вже у 2012 року вийшла фінальна збірка під назвою Divinity II: Developer's Cut, під видавництвом Focus Home Interactive.

## Ігровий процес

внутрішньоігровий інтерфейс: наверху ліворуч міні-мапа, посередині життєві показники персонажу і доступні навички

Divinity II — це традиційний рольовий бойовик із дослідженням ігрового світу, виконанням квестів та взаємодією з різними персонажами. При створенні Divinity II розробники надихалися такими іграми як Diablo. В проєкті широко використовуються модернізація спорядження і випадкові магічні ефекти на ньому; унікальні набори предметів, які дають переваги при спільному використанні; і механіка маркерів на квестових персонажах. Гра також використовує більш традиційні елементи рольових ігор: розгалужену діалгову систему, вибори, що впливають на подальший розвиток подій і небойові сегменти з елементами платформеру або головоломки. Під час взаємодії з персонажами, гравець часто матиме можливість читати їхні думки, що може надати інформацію, додаткові варіанти в квесті чи нове спорядження.
Під час початкового навчального сегменту, гравцям надається обов'язковий вибір класу свого персонажа, але подальший прогрес є довільним, що дозволяє вільно розподіляти бали навичок. Навички згруповані в традиційні «школи», які можливо змішувати між собою. Існує кілька форм крафту: алхімія дозволяє створювати зілля; некромантія, для налаштування улюбленця-нежиті; зачарування, що покращує спорядження персонажа.
Після певного сюжетного моменту, протагоніст отримує базу для операцій, відому як Бойова вежа, а також здатність ставати драконом. Бої з драконами працюють подібно до наземних: доступна звичайна атака, навички драконячих сил і обладнання для покращення своїх здібностей.

## Розробка

### Divinity II: Ego Draconis
Роботи над Divinity II розпочалися у 2006 році. У грі використовувався рушій Gamebryo, відомий своїм використанням в Oblivion і Fallout 3.
Із самого початку в проєкті було закладено ідею перетворення персонажа гравця на дракона. Також планувалася проміжна стадія напівдракона, яка б посилювала гравця в наземних битвах. Однак через складність у реалізації від нього довелося відмовитися. У фінальній версії гри модель напівдракона використовується для одного з ворогів — драконідів на Острові Стражів. Програмісти казали, що дизайнери його прибрали через проблеми з балансом, але дизайнери говорили, що програмісти його не подужали: через нього гра зависала. Спочатку в гру також входило більша кількість областей, які включали, у тому числі, місця з Divine Divinity, більша різноманітність тваринного світу, більше персонажів. Бойова вежа мала більше значення і знаходилася у Рівелоні, куди мали стікатися союзники протагоніста. Також планувалась мультиплеєрна кампанія на кількох гравців. Проєкт був закритий через нестабільну роботу та брак цікавих квестів і для того, щоб приділити більше уваги іншим аспектам гри. Незважаючи на значні скорочення, гра в результаті вийшла 24 липня 2009 року в Європі під назвою Divinity II: Ego Draconis.

### Divinity II: The Dragon Knight Saga
Після видання Divinity II: Ego Draconis, перед розробниками постала необхідність оновлення гри для усунення деяких помилок та проблем з грою та покращення продуктивності рушія. Крім того, багато гравців залишилися незадоволені відкритим фіналом гри. У зв'язку з цим, розробники вирішили випустити доповнення, яке включало патч до Ego Draconis, а також продовження з більш чітким фіналом. Доповнення Divinity II: Flames of Vengeance було видано у серпні 2010 у Німеччині та у листопаді в інших європейських країнах. Одночасно з доповненням було видано збірку Divinity II: The Dragon Knight Saga, що включала оригінальну виправлену гру та доповнення. Ще кілька місяців розробникам знадобилося на те, щоб випустити версію для Xbox 360. Це сталося 12 квітня 2011 року — для консолі було видано гру разом із доповненням (фактично — збірку The Dragon Knight Saga), саундтреком та артбуком. Інтерфейс консольної версії суттєво відрізнявся від ПК-версії.

### Divinity II: Developer's Cut
Divinity II: Developer's Cut — спеціальне видання випущене 18 жовтня 2012 року. До десятої річниці серії Divinity Larian Studios випустили оновлення гри Divinity II: Developer's Cut, яке, крім виправлення помилок, включало велику кількість додаткових матеріалів, концепт-арти, фільм про створення серії, журнал з описом 15-річної історії Larian та багато іншого. Ключовою відмінністю цієї збірки був доступ до консолі розробника.

## Маркетинг
Колекційне видання Ego Draconis включало 18-сантиметрову фігурку, тканинну карту Рівелону, міні-альбом із саундтреком, і тимчасове татуювання з логотипом Divinity II: Ego Draconis.
Для випуску Divinity II: Developer's Cut на GOG веб-сайт проводив рекламну акцію за моделлю «плати, скільки хочеш», де люди, які придбали Developer's Cut, отримували ранній доступ до бонусних матеріалів і саму гру після випуску. Larian опублікували позакадрові відео процесу розробки, коли продажі досягли певних віх, а також технічну демо своєї першої незавершеної гри The Lady, the Mage and the Knight.

## Оцінки і відгуки
| Агрегатор  | Оцінка                  |
| ---------- | ----------------------- |
| Metacritic | PC: 72/100 X360: 62/100 |

| Видання       | Оцінка |
| ------------- | ------ |
| Eurogamer     | 6/10   |
| Game Informer | 6.5/10 |
| GameSpot      | 6.5/10 |
| GamesRadar+   | [ 19 ] |
| IGN           | 4.8/10 |

Гра одержала змішані відгуки. В цілому вона була прийнята добре, завдяки цікавому сюжету і незвичайним ходам, на кшталт перетворення на дракона і можливості читання думок, проте великий негативний ефект мали численні помилки і невиразний відкритий фінал. Журналісти відмітили «потужний наратив і відкритий дизайн — основні моменти цього фантастичного досвіду. Divinity II: Ego Draconis, ймовірно, залишиться поза увагою багатьох через час її випуску (прим. — гра вийшла майже одночасно з Dragon Age Origins), але вона пропонує справді захоплюючий світ для любителів рольових ігор». Стосовно Dragon Knight Saga журналісти також зазначили: «Ми оцінили графічні покращення, але новачки, які очікували візуальних чудес, не повинні тішити себе марними надіями. Все ще можна знайти велику кількість збоїв, найяскравішими з яких є візуальні. Загальне сприйняття масштабів Рівелону занадто незначне, незважаючи на справжню велич світу».
Журналіст з IGN оцінив Ego Draconis на 4,8 з 10, заявивши: «Я не можу нікому рекомендувати версію цього продукту для Xbox 360». Проте в рецензії на The Dragon Knight Saga інший рецензент IGN заявив: «Якщо ви взагалі не торкалися Divinity II і вам подобаються рольові бойовики, ви не будете розчаровані». Видання Eurogamer відзначили що «історія переконлива і добре розказана, і, безумовно, заслуговує на увагу, але знадобиться багато терпіння, щоб отримати максимальну віддачу від Ego Draconis». На думку Games Radar «є кращі рольові ігри, в які можна пограти в першу чергу. Witcher і Dragon Age: Origins повинні стояти у вашому списку, перш ніж ви дістанете з полиці цю гру». За словами Game Spot: «якщо ви всепробачаючий фанат рольових ігор, можливо, ви зможете не помітити недоліків і побачити цю гру такою, якою вона могла бути. Але чудові ідеї не завжди створюють чудову гру і Divinity II не така захоплююча, як її попередниці, чи така затягуюча та реіграбельна, як її сучасні конкуренти».